# Edmund von Flemming
Edmund Friedrich Ferdinand Graf von Flemming (* 2. September 1827 in Arnsberg; † 17. September 1897 in Buckow) war Rittergutsbesitzer und Mitglied des Deutschen Reichstags.

## Leben
Edmund von Flemming war Nachkomme des alten pommerschen Adelsgeschlechts Flemming. 
Seine Eltern waren Karl von Flemming und dessen Ehefrau Wilhelmine Charlotte von Hardenberg. Albert von Flemming war sein Bruder. Edmund war seit dem 24. Juni 1866 mit Clementine Wilhelmine Anna Günther verheiratet.
Er studierte in Leipzig und wurde dort Mitglied des Corps Saxonia. Später lebte er vorwiegend in Erfurt und auf seinem Besitz Schloss Crossen, um dessen Instandhaltung und Erweiterung er sich bemühte.
Von 1878 bis 1881 war er Mitglied des Deutschen Reichstags für den Wahlkreis Merseburg 8 (Naumburg, Weißenfels, Zeitz) und die Nationalliberale Partei.